# Reika Saiki
Reika Saiki (才木玲佳 Saiki Reika, * am 19. Mai 1992 in Saitama) ist eine ehemalige japanische Profi-Wrestlerin, Bodybuilding-Model, Idol und Metal-Sängerin.

## Karriere

### Wrestling

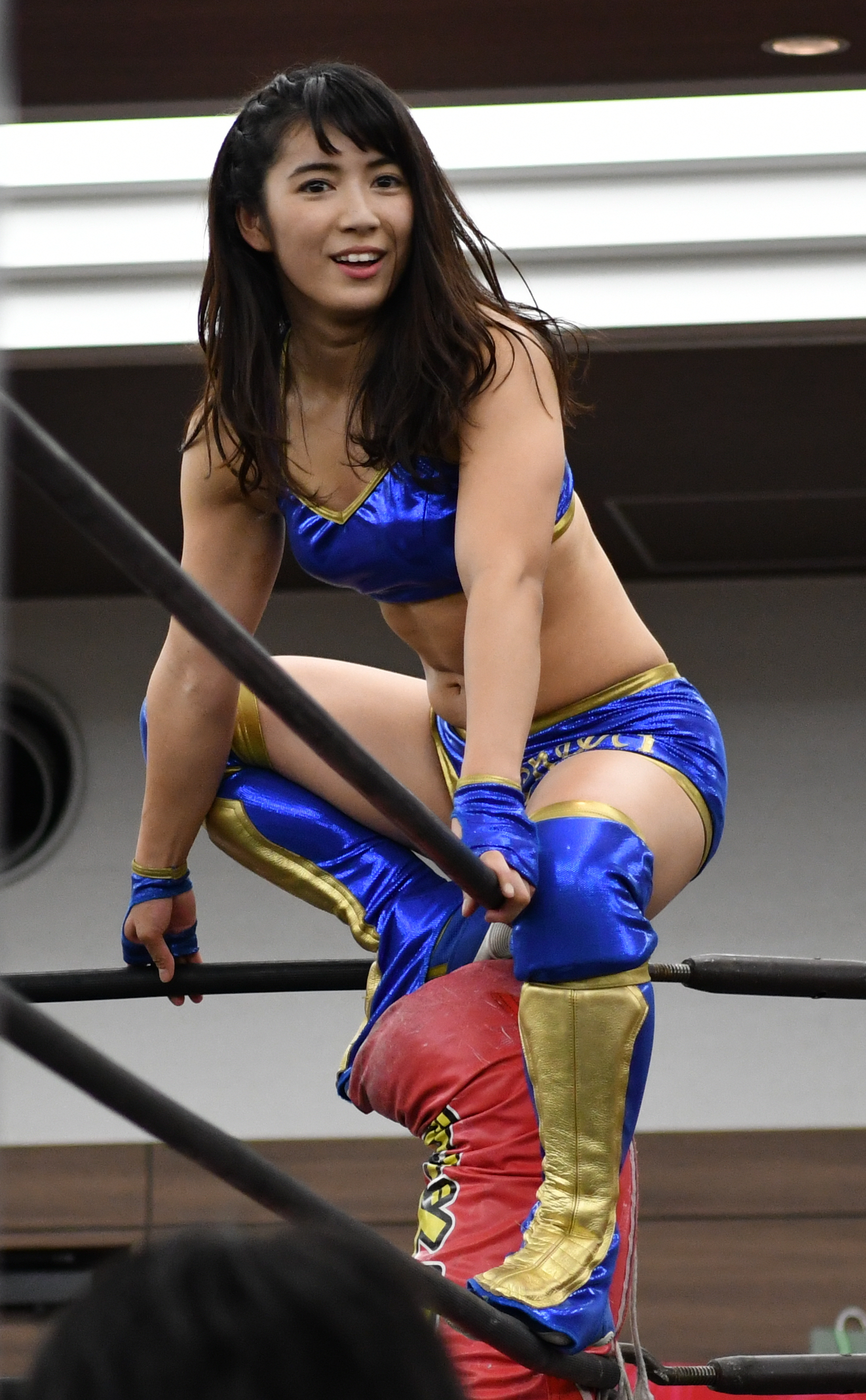
Reika Saiki bei einem Match im Juni 2016.

Reika Saiki trat der Wrestling-Union Wrestle-1 als Mitglied der Cheerleader-Gruppe Cheer♡1, die vor und zwischen Wrestling-Kämpfen auftraten, bei. Ende des Jahres 2015 begann sie für eine Karriere als Profi-Wrestlerin bei Wrestle-1 unter Kaz Hayashi und Akira Nogami zu trainieren. Ihr Debüt gab Saiki im März des Jahres 2016, als sie ihre Kontrahentin Hana Kimura, die selbst an diesem Tag ihr Debüt feierte, besiegen konnte.
Im Juni 2016 trat sie der Tokyo Joshi Pro-Wrestling-Liga, einer Schwesterliga von DDT Pro-Wrestling bei. Ihr erster Kampf dort war die Teilnahme an einem Battle Royale für die Ironman Heavymetalweight Championship am 28. August gleichen Jahres, bei der sie allerdings frühzeitig ausschied. Am 9. Oktober 2016 bestritt sie ein Match gegen die japanische Wrestling-Veteranin Kyoko Kimura, welches sie verlor.
Am 12. März 2017 hatte sie die Möglichkeit an der Tokyo Princess of Princess Championship teilzunehmen, war allerdings erfolglos. Im Juli desselben Jahres nahm Saiki erneut am Turnier teil, erreichte dort das Finale und bezwang Yuka Sakazaki, womit sie erstmals einen Titel im japanischen Profi-Wrestling gewinnen konnte. Sie schaffte es ihren Titel zweimal in Folge zu verteidigen, ehe sie diesen im Januar 2018 gegen Miyu Yamashita verlor. Im Mai des Jahres 2018 gewinn sie mit ihrer Partnerin Marika Kobashi den Titel in der Tokyo Princess Tag Team Championship. Aufgrund einer Verletzung Kobashis mussten sie ihren Titel etwas später wieder abgeben. Die Verletzung und der langwierige Heilungsprozess sorgte dafür, dass Saiki über zwei Jahre kein Wrestlingmatch bestreiten konnte, sodass sie im März des Jahres 2022 ihr Karriereende verkündete.

### Musik

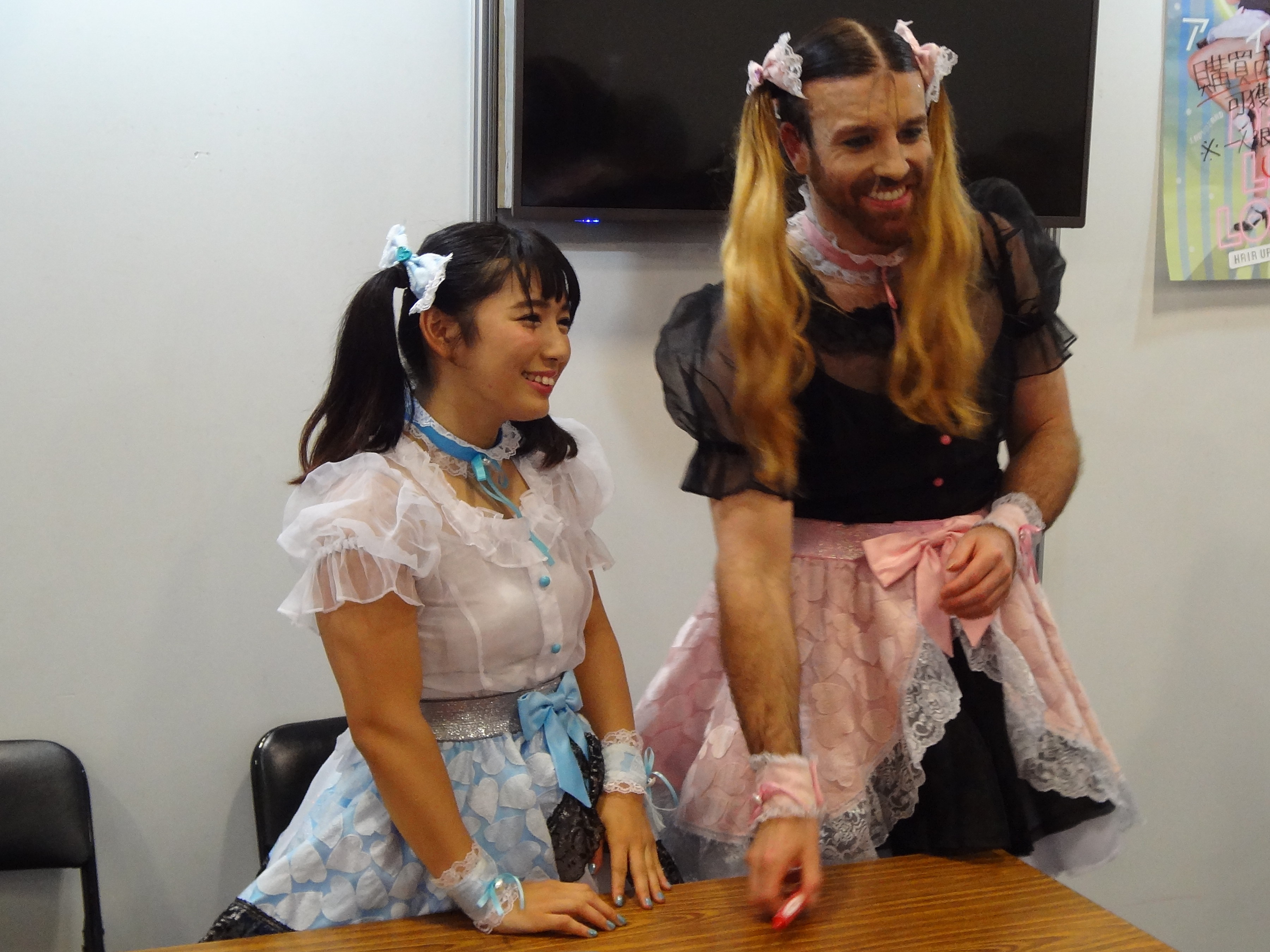
Reika Saiki (li) und Ladybeard (re) bei einer Signierstunde auf der Comic Exhibition, 2017.

Gemeinsam mit dem australischen Wrestling-Kollegen Ladybeard gründete Saika im Jahr 2017 die Kawaii-Metal-Band Deadlift Lolita, mit der sie mehrere Singles veröffentlicht haben. Unterstützt wird das Duo vom ehemaligen Babymetal-Gitarristen Isao Fujita.

### Schauspielkarriere
Saiki gab bekannt, nach ihrer aktiven Wrestling-Karriere als Schauspielerin arbeiten zu wollen.